# Anis Dewi
Anis Dewi es una deportista indonesia que compitió en taekwondo. Ganó tres medallas en el Campeonato Asiático de Taekwondo entre los años 1990 y 1994.

## Palmarés internacional
| Campeonato Asiático | Campeonato Asiático    | Campeonato Asiático | Campeonato Asiático |
| Año                 | Lugar                  | Medalla             | Categoría           |
| ------------------- | ---------------------- | ------------------- | ------------------- |
| 1990                | Taipéi (Taiwán)        | Medalla de plata    | –70 kg              |
| 1992                | Kuala Lumpur (Malasia) | Medalla de bronce   | –70 kg              |
| 1994                | Manila (Filipinas)     | Medalla de plata    | +70 kg              |